# Zegar słoneczny

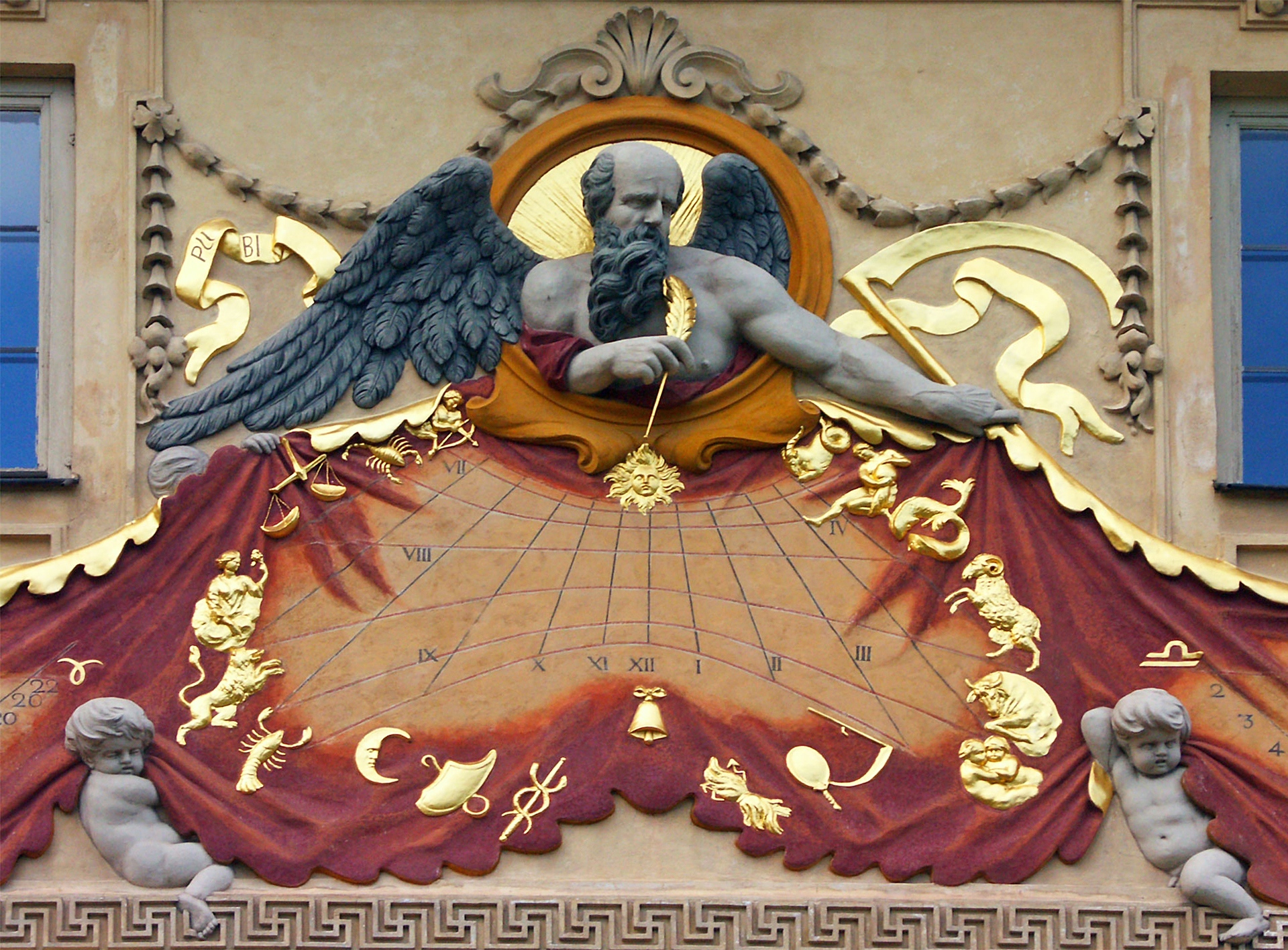
Ozdobny, fasadowy zegar słoneczny na elewacji pałacu w Wilanowie projektu Jana Heweliusza

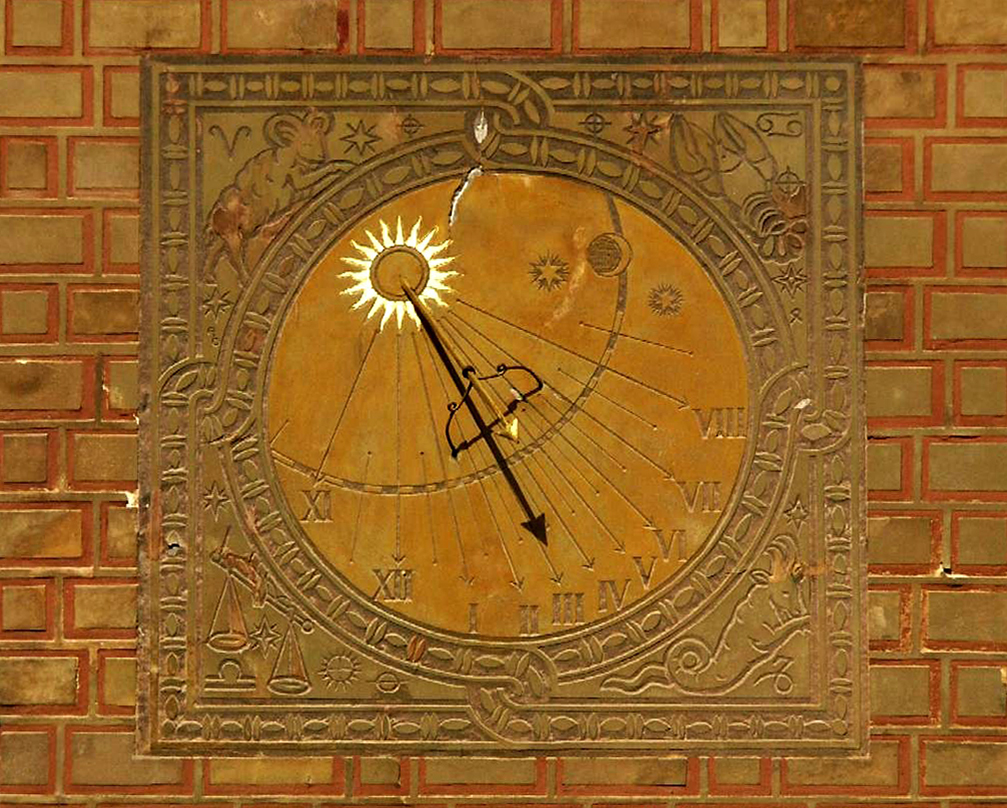
Zegar słoneczny projektu Przypkowskiego na fasadzie budynku na Starym Mieście w Warszawie

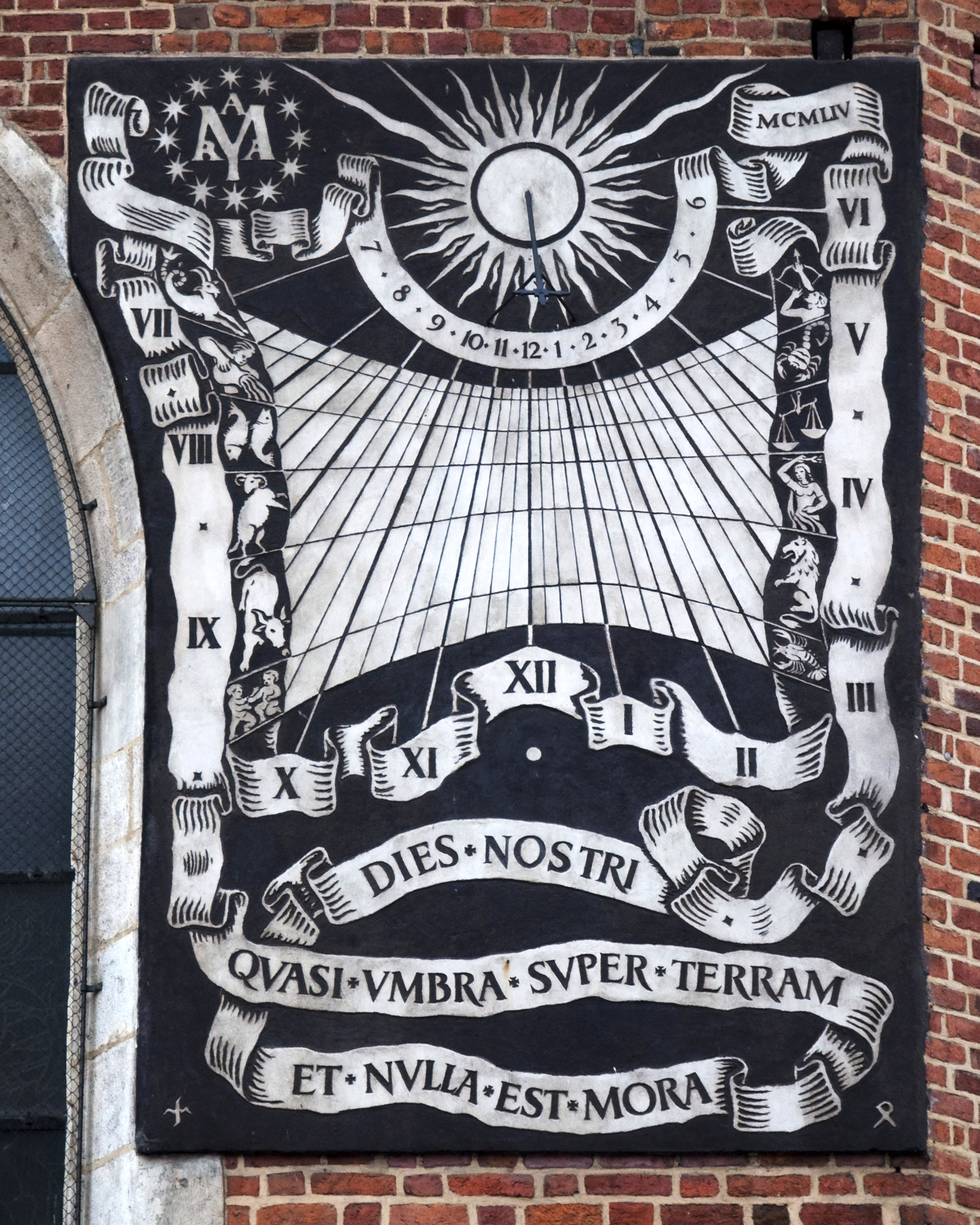
Zegar słoneczny kościoła Mariackiego w Krakowie

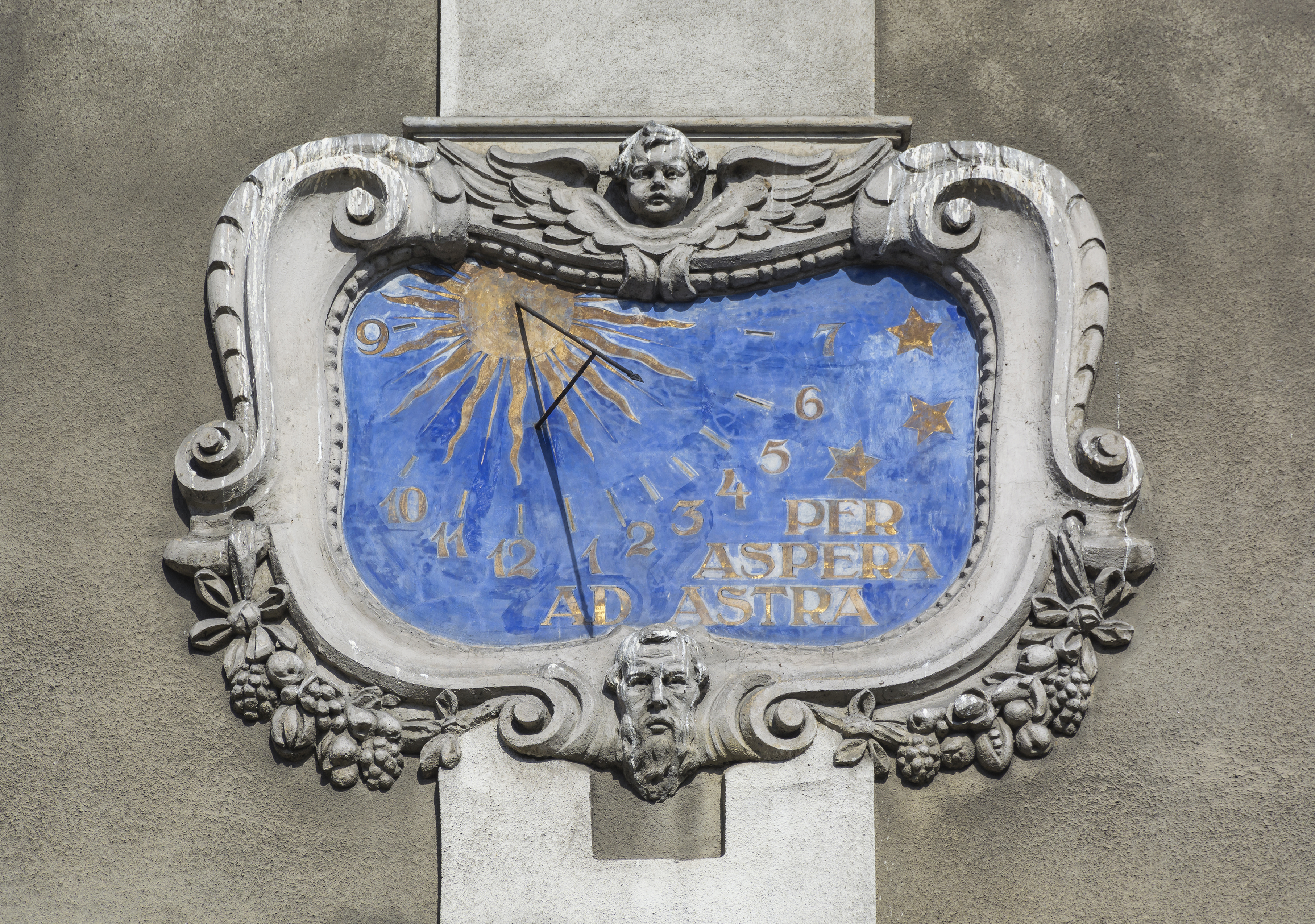
Zegar słoneczny na ścianie kolegium w Kłodzku

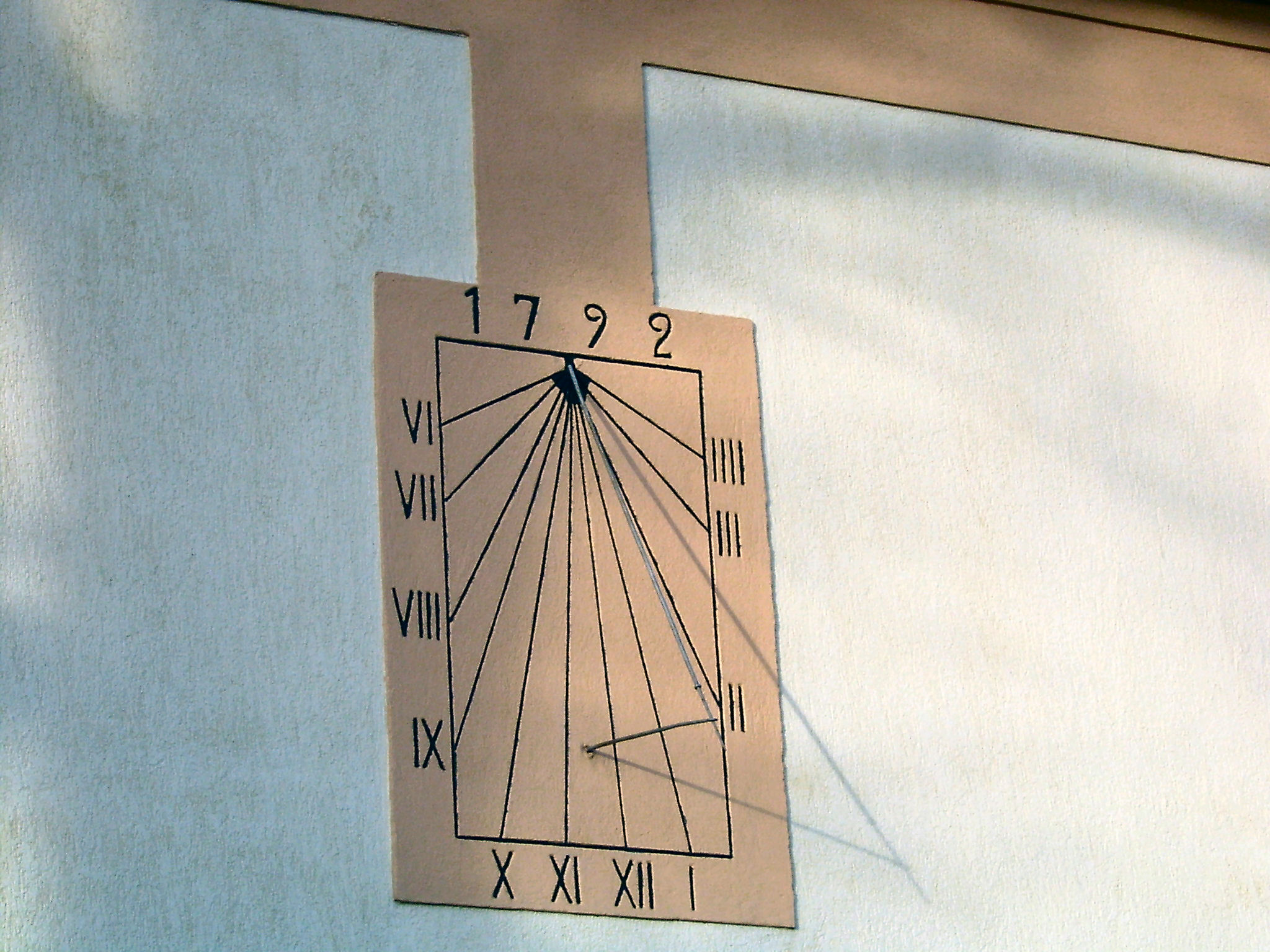
Zegar słoneczny na ścianie kościoła pw. św. Józefa w Wyszanowie

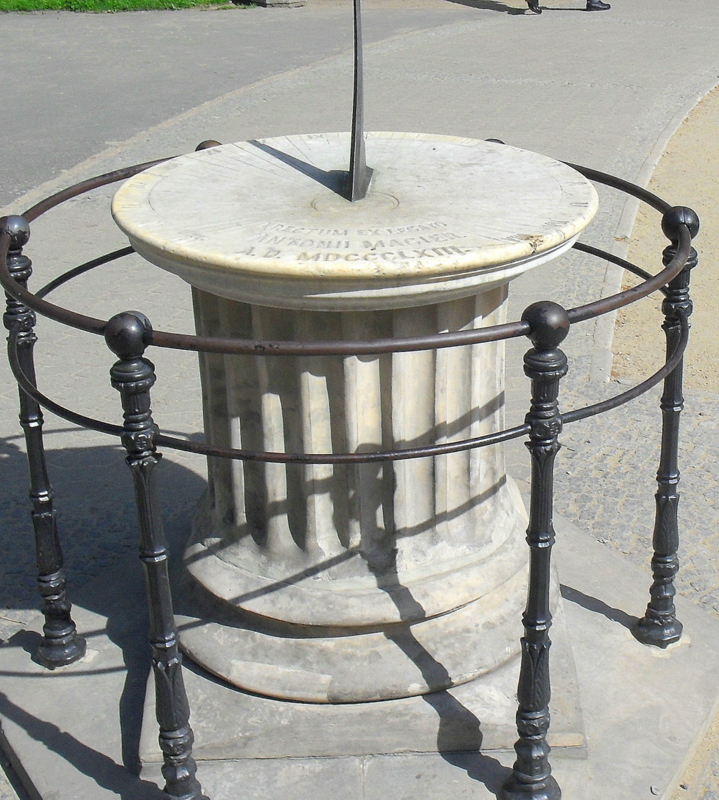
Zegar słoneczny w Ogrodzie Saskim w Warszawie

Zegar słoneczny – zegar, który odmierza czas na podstawie zmiany pozycji Słońca, najczęściej wyrażony jako lokalny prawdziwy czas słoneczny. Jego działanie polega na wskazaniu odpowiedniej podziałki za pomocą cienia, rzucanego przez nieruchomą wskazówkę na skalę czasu (np. z podziałką godzinową), umieszczoną na powierzchni (niekoniecznie płaskiej – jak np. w zegarach pierścieniowych) tarczy zegarowej, znajdującej się na ziemi, posadzce, ścianie budowli lub postumencie. Oprócz stacjonarnych istnieją także przenośne zegary słoneczne. Niektóre z nich, pełniące rolę zegarów podróżnych, występują w wersji kieszonkowej (składanej). 
Zegar słoneczny pozbawiony jest własnego napędu, jego działanie wykorzystuje obrotowy ruch Ziemi, co pozwala zaliczyć go do klasy zegarów naturalnych (razem z zegarami wodnymi, piaskowymi i ogniowymi). Idea wykorzystania pozornego ruchu Słońca po nieboskłonie w roli zegara stanowiła przez bardzo długi okres podstawowy sposób pomiaru czasu (chronologia astronomiczna). W miarę rozwoju cywilizacji konstruowano i wykorzystywano różne rodzaje zegarów słonecznych, które pełniły rolę wzorca czasu. Zegary słoneczne można wyposażać w różne skale i dostosowywać je do odmiennych systemów rachuby czasu. Niektóre, bardziej zaawansowane rodzaje zegarów słonecznych (zegar analemmatyczny) mogą wskazywać czas słoneczny średni lub nawet czas strefowy (urzędowy). Niekiedy obok podziałki, służącej do pomiaru pory dnia (godziny, kwadranse, minuty), umieszcza się skalę kalendarzową, która umożliwia odczyt daty (zazwyczaj z dokładnością do kilku dni).

## Zarys historii zegarów słonecznych

### Starożytność
Zegar słoneczny, używany był już w starożytności i należy do najdawniejszych przyrządów naukowych i pomiarowych. Liczne wzmianki na ten temat odnajdujemy w pismach antycznych filozofów, astronomów i historyków oraz w Biblii (historia o uzdrowieniu Ezechiasza w Starym Testamencie: 2 Krl 20,1-11 i Iz 38,4-8.21n). Przypuszcza się, że niektóre budowle megalityczne (jak np. słynny Stonehenge) mogły pełnić rolę zegarów i kalendarzy słonecznych.
Za najstarszy egzemplarz zegara słonecznego uważa się obecnie gnomon odkryty w 2013 roku podczas wykopalisk w Dolinie Królów w Egipcie. Jego tarcza wykonana na ceramicznej tabliczce i wyskalowana liniami azymutalnymi w godzinach nierównych jest datowana na XIII wiek p.n.e. Wiele rodzajów zegarów słonecznych znali starożytni Chińczycy, Babilończycy, Grecy, Fenicjanie i Rzymianie. Jednym z nich był zegar typu skaphe, którego tarczę wykreślano na wewnętrznej powierzchni półkolistej czaszy. Najstarsze znalezisko tego rodzaju datowane jest na III wiek p.n.e. i pochodzi z wykopalisk archeologicznych w pobliżu fenickiego miasta Tyr (obecny Sur w południowym Libanie). Natomiast najbardziej znanym przykładem antycznego zegara podróżnego jest tzw. szynka z Portici – zegar wysokościowy pochodzący prawdopodobnie z przełomu I wieku p.n.e. i I wieku n.e., którego tarcza, wykonana w postaci tabliczki z brązu, o charakterystycznym kształcie przypominającym połać szynki, odnaleziona została w 1773 roku w Herkulaneum koło Neapolu.

### Średniowiecze
W początkach średniowiecznej Europy naukowy dorobek poprzednich cywilizacji, przede wszystkim helleńskiej, uległ zapomnieniu. W tym czasie wiedza matematyczna i astronomiczna, w tym również gnomonika – dotycząca konstruowania i używania zegarów słonecznych – przetrwała i była rozwijana w kulturze arabskiej. W chrześcijańskiej Europie zegar słoneczny rozpowszechnił się po wydaniu przez papieża Sabiniana w latach 604–606 nakazu umieszczania go na budynku każdego kościoła. Wiązało się to z koniecznością przestrzegania godzin kanonicznych (łac. horae canonicae) wyznaczających pory modlitw, nakazanych przez liturgię. Do ich obwieszczania używano dzwonów (wprowadzonych do użytku kościelnego także przez papieża Sabiniana). Pozostałością po tej tradycji są tzw. zegary drapane, jak np. te na kościele w Strożyskach.
Nowy etap w historii zegarów słonecznych nastąpił w XIV wieku. Wiązało się to z wprowadzeniem wskazówki ukierunkowanej biegunowo, czyli skierowanej równolegle do osi obrotu Ziemi. Dzięki temu zegar słoneczny zaczął odmierzać czas w przybliżeniu jednostajny i wskazywać, już nie nierówne godziny kanoniczne, ale godziny równe – podobnie, jak rozwijające się wówczas zegary mechaniczne, zwłaszcza zegary wieżowe.

### Nowożytność
Pod koniec XVII wieku w większości krajów Europy, w tym w Polsce, przyjął się system pomiaru czasu podobny do obecnie obowiązującego. Jednak zanim to nastąpiło używano różnych systemów, niekiedy jednocześnie, dlatego na tarczach dawnych zegarów słonecznych dostrzec można czasami nawet kilka różnych skal godzinowych, jak na przykład na zegarze Ratusza Głównomiejskiego w Gdańsku.
W miarę jak zegary mechaniczne stawały się coraz bardziej niezawodne i przystępne, mogły coraz bardziej konkurować z zegarami słonecznymi, których funkcjonalność jest w oczywisty sposób ograniczona długością dnia i warunkami pogodowymi, limitującymi okres dostępności bezpośredniego światła słonecznego. Jednak zegary mechaniczne wymagały częstej regulacji, bez której błędy ich wskazań rosły (akumulowały się) w miarę upływu czasu. Aż do początku XX wieku powszechnie wykorzystywano w tym celu dokładne i precyzyjne odmiany zegarów słonecznych, które doskonale sprawdzały się w roli lokalnych wzorców czasu. Ponadto zegary słoneczne nadal pozostawały w użyciu tam, gdzie koszt zegara mechanicznego okazywał się zbyt wysoki. Stosunkowo tanie egzemplarze przenośnych zegarów słonecznych były produkowane na masową skalę w manufakturach już od czasu średniowiecza. Jeszcze w XIX wieku popularne były niewielkie podróżne zegary słoneczne, pełniące rolę zegarków osobistych, ale w efekcie wprowadzenia stref czasowych, ich użyteczność malała.
Dopiero w XX wieku na skutek rozwoju techniki, upowszechnienia się radia i telekomunikacji (np. radiowy wzorzec czasu) metrologiczna funkcja zegara słonecznego ostatecznie traci znaczenie praktyczne. Obecnie liczą się już tylko walory dekoracyjne, zabytkowe i edukacyjne zegarów słonecznych. Przykłady zachowanych dawnych zegarów słonecznych są świadectwem łączenia staranności projektu i precyzji wykonania, warunkujących dokładność działania przyrządów pomiarowych z walorami estetycznymi, charakterystycznymi dla przedmiotów sztuki użytkowej. Od 1967 roku wzorzec czasu nie nawiązuje już do periodyczności ruch Ziemi względem Słońca, która okazała się zbyt niestabilna jak na współczesne potrzeby. Pomimo to człowiek, poprzez swój naturalny dzienny rytm aktywności, nadal jest do tego starego systemu słonecznego przywiązany. Z tego powodu, co pewien czas dokonuje się niewielkiej korekty czasu uniwersalnego, a wartość poprawki wyznacza się metodami astronomicznymi i satelitarnymi.

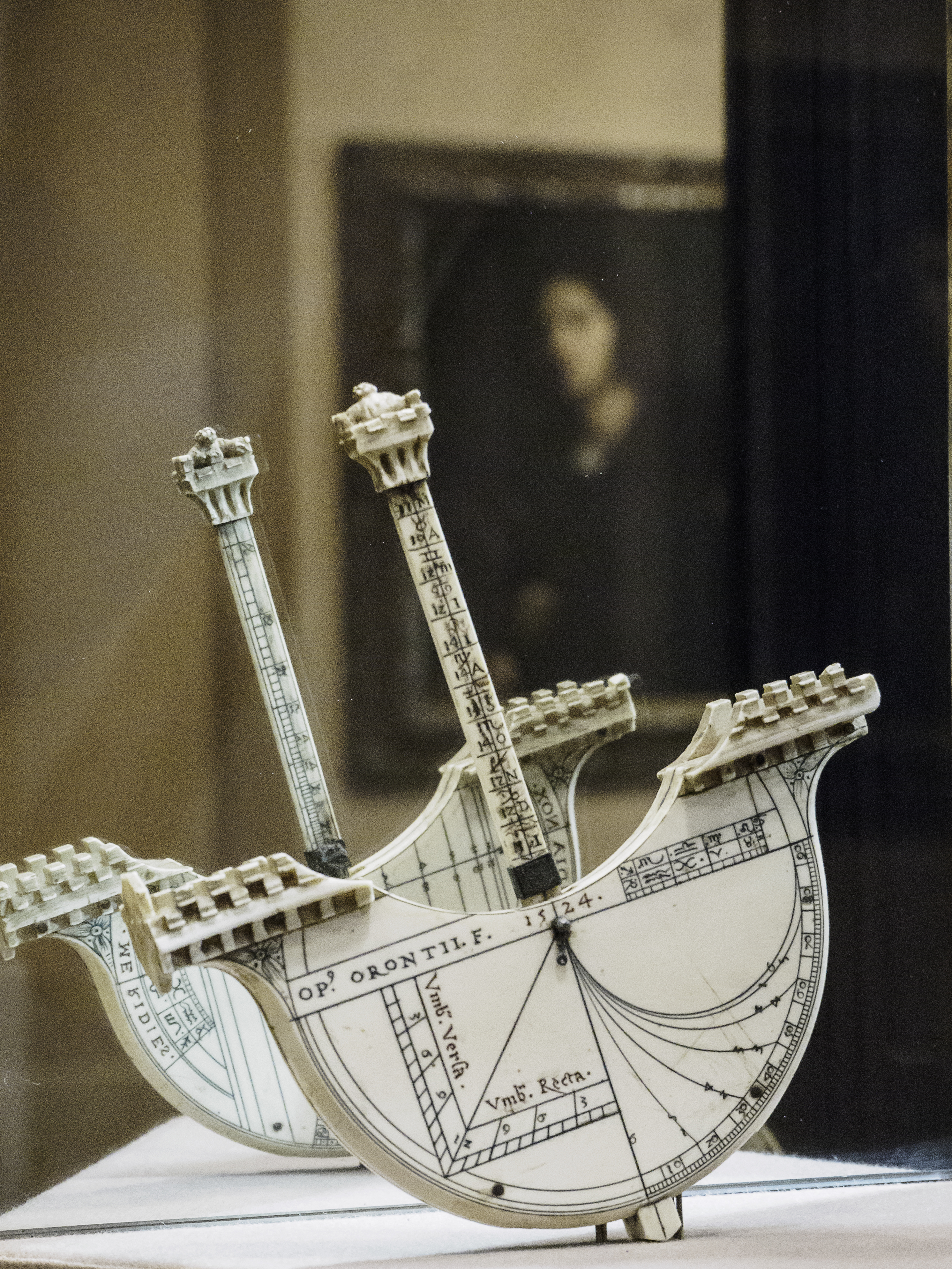
Przenośny zegar słoneczny o nazwie „Navicula de Venetiis” z 1524 r. Nazwa tego zegara pochodzi od kształtu przypominającego wenecki statek. Jest to jeden z ponad 200 przenośnych zegarów słonecznych prezentowanych w muzeum Poldi Pezzoli w Mediolanie

## Najważniejsze elementy zegarów słonecznych

### Wskazówka biegunowa
Przełomem w historii metrologii czasu było wprowadzenie do zegarów azymutalnych wskazówki ukierunkowanej biegunowo, czyli wycelowanej w biegun niebieski. Jest ona ustawiona równolegle do osi obrotu Ziemi i na półkuli północnej wskazuje w przybliżeniu Gwiazdę Polarną. Konsekwencją tego ustawienia jest równoległość wskazówki względem płaszczyzny lokalnego południka i jej nachylenie do horyzontu pod kątem równym szerokości geograficznej danego miejsca. Z tego powodu kąt nachylenia wskazówki biegunowej do tarczy zależy od rodzaju zegara azymutalnego i od jego lokalizacji (szerokości geograficznej). Rozwiązanie to pozwoliło odmierzać godziny równe, których czas trwania nie zależy od pory roku.
Obecnie nazwy „gnomon” (z gr. wskazówka) przyjęto używać w znaczeniu ogólnym w odniesieniu do każdej również biegunowej wskazówki zegara słonecznego, aczkolwiek bardziej poprawnie byłoby używać tej nazwy jedynie dla określenia wskazówki pionowej lub poziomej występującej w zegarach godzin nierównych i wysokościowych. Natomiast w stosunku do wskazówki biegunowej powinno się używać nazwy „polos” (z gr. oś, słupek), co jednoznacznie identyfikuje zegary azymutalne odmierzające czas w systemie godzin równych.
Rolę wskazówki biegunowej w zegarach słonecznych może pełnić prosty pręt, krawędź (tzw. styl) jakiejś płaskiej płyty (najczęściej o kształcie zbliżonym do trójkątnego, ale w niektórych konstrukcjach – np. w zegarach biegunowych może to być brzeg tarczy zegara) lub nitka (zegary przenośne dyptykowe). W zegarach cieniowych wskazówka jest realizowana w odmienny sposób. Dokładne ustawienie wskazówki biegunowej zegara słonecznego jest jednym z podstawowych kryteriów warunkujących dokładność jego wskazań.

### Skala zegara tzw. tarcza zegarowa
Skalę czasu w zegarze słonecznym analogowym tworzy układ linii (zegarowych) przyporządkowanych do wyznaczania poszczególnych odcinków (jednostek) czasu. Odcinki linii zegarowych (lub odpowiadające im znaczniki) zostają
wykreślone na tarczy zegara i często są podpisane oznaczeniami liczbowymi lub symbolicznymi. Odległości pomiędzy odpowiednimi liniami wyznaczają podziałkę zegara. W przypadku zegarów słonecznych najczęściej wykreśla się linie: godzinowe, półgodzinne i kwadransowe, rzadziej – 5.minutowe lub drobniejsze – np. minutowe. Przebieg linii zegarowych zależy od rodzaju zegara i przyjętego systemu rachuby czasu. W zegarach równikowych, horyzontalnych i wertykalnych linie zegarowe są półprostymi, które rozchodzą się (one, lub ewentualnie przedłużenia odcinków tych linii, wykreślonych na tarczy) z punktu, w którym wskazówka zegara (lub linia będąca jej przedłużeniem) przecina tarczę zegarową (lub powierzchnię, wyznaczoną przez tarczę). Punkt taki nazywa się początkiem skali zegarowej. Wyjątkiem od tej reguły jest zegar biegunowy, w którym linie zegarowe tworzą układ prostych równoległych (do siebie nawzajem i do wskazówki). Innym odstępstwem od reguły prostych linii zegarowych są zegary wysokościowe, w których linie te są krzywymi. Także w przypadku niektórych zegarów analemmatycznych oraz zegarów azymutalnych, których tarcze wykreślane są na nieregularnych powierzchniach, linie godzinowe nie są prostymi w znaczeniu geometrii euklidesowej (np. Głaz Jastrzębowskiego).
Dla zegarów azymutalnych linia godziny 12 w południe leży zawsze w płaszczyźnie lokalnego południka. W przypadku zegarów prostych i regularnych, takich jak zegar: równikowy i horyzontalny, oraz biegunowy i wertykalny zorientowany w kierunku południowym lub północnym (nie deklinacyjne) skala godzinowa (tarcza) jest ponadto symetryczna względem lokalnego południka i równoleżnika.

#### Podziałka zegara
Podziałka zegara jest to odległość między właściwymi liniami zegarowymi, która odpowiada danej jednostce czasu. W przypadku zegarów słonecznych najczęściej stosuje się podziałkę: godzinową, półgodzinną i kwadransową, rzadziej – 5.minutową lub drobniejszą – np. minutową. Charakter podziałki zależy od rodzaju zegara. W przypadku zegarów z przecinającymi się liniami godzinowymi (równikowe, horyzontalne i wertykalne) mamy do czynienia z podziałką kątową, w której poszczególnym odcinkom czasu odpowiadają wartości kątów przypadające między właściwymi liniami zegarowymi. Natomiast w zegarze biegunowym wykorzystuje się podziałkę kreskową, która poszczególnym odcinkom czasu przyporządkowuje odległości pomiędzy odpowiednimi liniami zegarowymi. Postać wyrażenia matematycznego, które określa wielkość podziałki zależy od rodzaju zegara. W ogólności wiąże ono wielkość podziałki zegara z szerokością geograficzną jego lokalizacji za pomocą funkcji trygonometrycznych. Z tego powodu większość zegarów słonecznych ma podziałkę nieliniową (niejednostajną). Oznacza to, że wielkość odległości lub kąta między liniami zegarowymi, odpowiadająca poszczególnym jednostkom czasu (np. godzinom), zmienia się w zależności od pory dnia. Jedynie dla zegara równikowego występuje podziałka liniowa i ponadto wartości kątów pomiędzy danymi liniami zegarowymi są zawsze jednakowe i nie zależą od szerokości geograficznej. Zegar taki nazywamy uniwersalnym, gdyż może być używany w dowolnej lokalizacji.
Obecnie do projektowania zegarów słonecznych, co w dużej mierze polega na obliczaniu podziałki zegarowej i na tej podstawie wykreślaniu linii godzinowych można wykorzystać programy komputerowe. Tracze prostych zegarów (horyzontalnego, wertykalnego i biegunowego) można również stosunkowo łatwo wykreślić samodzielnie i bez potrzeby wykonywania obliczeń, stosując nieskomplikowaną konstrukcję geometryczną (rzutowania), w której w charakterze wzorca wykorzystuje się tarczę zegara równikowego.

#### Dokładność zegara
Naturalną konsekwencją zasady działania prostego zegara słonecznego będzie różnica (najczęściej niezerowa) między jego wskazaniami a czasem urzędowym (oficjalnym), którego używamy na co dzień. Znane są jednak sposoby, pozwalające uwzględnić odpowiednią poprawkę i posługując się zegarem słonecznym otrzymać czas oficjalny. Jednak niezależnie od tego, już sam odczyt wskazania zegara, czy to w systemie prawdziwego czasu lokalnego, czy też czasu średniego, czy strefowego, obarczony jest niepewnością, na którą składają się zarówno fundamentalne ograniczenia każdego rzeczywistego pomiaru, jak i te wynikające ze specyfiki danej metody. Praktycznym ograniczeniem dokładności prawie wszystkich zegarów słonecznych są skończone rozmiary kątowe tarczy słonecznej, rozmycie (nieostrość) cienia występująca na tarczy zegara, a w dłuższej perspektywie czasowej niestabilność periodyczności ruchu Ziemi względem Słońca. Do tego dochodzi jeszcze niepewność odczytu czasu ze wskazań przypadających pomiędzy liniami zegarowymi, która wymaga zastosowania interpolacji (lub w skrajnych położeniach ekstrapolacji). Ze względu na nieliniowość podziałki podejście takie ma przybliżony charakter, zwłaszcza dla dużych wartości podziałek (np. godzinowych). Obok tych naturalnych i przypadkowych źródeł niepewności odczytu występują również niepewności systematyczne spowodowane błędami konstrukcyjnymi zegara (powstałymi zarówno na etapie projektowania i wykonania oraz instalacji i pozycjonowania zegara).
Wartość podziałki zależy od szerokości geograficznej (z wyjątkiem zegara równikowego) i parametrów określających ewentualne odstępstwo danego zegara od podstawowej (regularnej) konfiguracji (np. deklinacji i inklinacji tarczy zegarowej). Ewentualne przyjęcie nieprawdziwych wartości tych parametrów przy obliczaniu podziałki zegara powoduje błędne wskazania czasu, przy czym wielkość tego błędu zmienia się nieliniowo w funkcji danego parametru i dodatkowo najczęściej zależy również od pory dnia i daty kalendarzowej. Błędy wynikające z odstępstw wartości poszczególnych parametrów przyjętych przy projektowaniu skali zegara od wartości rzeczywistych dodając się do siebie i mogą zwiększać lub zmniejszać ostateczne odchylenie obserwowanego wskazania zegara od oczekiwanego (prawidłowego).
Największa dokładność wskazań zegarów słonecznych (i odporność na ewentualne błędy konstrukcyjne) przypada z reguły dla lokalnego południa, jednak ze względu na występujące w przypadku niektórych zegarów zagęszczenie podziałki w tym obszarze – nie zawsze odpowiada temu największa precyzja wskazań. Z tego względu w przypadku zegarów wyposażonych we wskazówkę o znacznej grubości na skali czasu stosuje się tzw. lukę południową, której zadaniem jest jednoznaczne wskazanie południa lokalnego (w przypadku zegarów deklinacyjnych dotyczy to innej pory dnia, zależnej od wartości deklinacji). Cykliczny charakter czasowej zależności błędów zegara słonecznego (i ich zerowanie się dla lokalnego południa) różni się zasadniczo od błędów zegara mechanicznego, które akumulując się w miarę upływu czasu mają tendencję do narastania, co bez okresowych kontroli i regulacji prowadzi zawsze w dłuższej perspektywie do rozregulowania wskazań zegara mechanicznego. W przypadku zegara słonecznego najpoważniejsze konsekwencje dla dokładności ma odstępstwo od biegunowej orientacji wskazówki, co powoduje, że nawet wskazanie lokalnego południa na skali tego zegara nie będzie prawidłowe.

#### Wskazania zegara słonecznego a czas urzędowy
Dzięki zastosowaniu wskazówki biegunowej zegary słoneczne odmierzają w przybliżeniu czas jednostajny. Jednak podstawą współczesnego systemu metrologicznego jest czas ściśle jednostajny – tzw. czas matematyczny. Zatem już choćby z tego powodu, ustalenie dokładnego czasu urzędowego na podstawie prawdziwego lokalnego czasu słonecznego, odczytanego z zegara słonecznego wymaga uwzględnienia pewnych poprawek.
Pierwsza, zasadnicza korekta określona jest przez tzw. równanie czasu, wyznaczającym różnice między czasem słonecznym średnim (matematycznym, ściśle jednostajnym) a prawdziwym (nieco nieregularnym). Różnica ta spowodowana jest niejednostajnym tempem zmian rektascensji Słońca, objawiającym się w ciągu roku zakreślaniem przez Słońce analemmy na nieboskłonie. Zjawisko to wywołane jest ekscentrycznością orbity Ziemi i nachyleniem płaszczyzny równika niebieskiego względem ekliptyki. Wartość równania czasu zmienia się w ciągu roku wahając się od około +15 do około -15 minut.
Kolejna poprawka, konieczna przy przeliczaniu średniego czasu słonecznego na czas urzędowy, polega na przeskalowaniu czasu lokalnego o stałą wartość, odpowiadającą odległości danego miejsca od głównego południka, wyznaczającego strefę czasową (w Polsce największa wartość tej poprawki występuje dla obszarów wschodnich osiągając tam około 30 minut, natomiast w pobliżu granicy zachodniej spada do 0). Ewentualna trzecia poprawka wiąże się z sezonowo wprowadzanym systemem czasu letniego i w okresie tym na całym obszarze Polsce należy jeszcze dodać jedną godzinę dodatkowo. Niekiedy spotyka się zegar, którego twórca, starając się zbliżyć wskazania do czasu urzędowego, uwzględnił długość geograficzną danej lokalizacji i wprowadził wartość odpowiedniej poprawki na stałe do skali godzinowej. Zegar taki można rozpoznać, po tym, że linia godziny 12 nie pokrywa się z lokalnym południkiem, który jest (a przynajmniej powinien być) zawsze wyznaczony przez płaszczyznę wskazówki każdego zegara.
Jednak większość zegarów słonecznych ma prostą konstrukcję i w naturalny sposób wskazuje po prostu prawdziwy (a nie średni) lokalny czas słoneczny. Tabela lub wykres sumarycznych wartości wszystkich poprawek, niezbędnych do przeliczenia wskazań zegara na czas urzędowy najczęściej umieszczona jest wówczas na tarczy lub w pobliżu zegara. W przypadku braku takich danych można skorzystać z tabeli dla uniwersalnego zegara słonecznego, która pozwala ustalić wartości odpowiednich poprawek dla całego obszaru Polski z dokładnością do około 2 minut.

## Podstawowe rodzaje zegarów słonecznych
Podstawowym i najbardziej pierwotnym rodzajem zegara słonecznego jest gnomon. W ogólnej klasyfikacji zegarów słonecznych ze względu na zasadę działania wyróżnia się zegary wysokościowe i zegary azymutalne. Ponadto ze względu na specyfikę rozwiązania konstrukcyjnego i przeznaczenie w obu tych grupach można wydzielić bardziej poszczególne rodzaje zegarów słonecznych, które opisane zostały poniżej.

### Gnomon
Jedne z najstarszych i najprostszych przyrządów astronomicznych. Jest to pionowo ustawiona wskazówka, której cień rzucany na tarczę wskazuje czas na odpowiedniej podziałce.

### Zegary wysokościowe
W zegarze wysokościowym odczyt czasu opiera się na pomiarze długości cienia wskazówki. Zegary wysokościowe są z reguły łatwiejsze w produkcji i prostsze w obsłudze oraz przeważnie tańsze od zegarów azymutalnych – często występowały jako zegary noszone (osobiste) – mają jednak zastosowanie ograniczone do niewielkiego obszaru, dla
którego zostały zaprojektowane. Pod względem konstrukcyjnym, każdy zegar wysokościowy jest właściwie gnomonem (pionowym lub poziomym). Wśród zegarów wysokościowych wyróżnia się: zegary słupkowe (nazwane tak od swego walcowatego kształtu), znane też jako zegary pasterskie, bowiem niegdyś szczególnie popularne były one na terenach podalpejskich; zegary jednopierścieniowe (pierścionkowe) – z gnomonem otworkowym i zegary tabliczkowe (np. szynka z Portici). Aby z zegara wysokościowego wyskalowanego w godzinach równych odczytać czas, należy znać datę kalendarzową i w przybliżeniu porę dnia. Spowodowane jest to niejednoznacznością wskazań – ich interpretacja zależy od daty kalendarzowej, a ponadto w ciągu dnia występują dwa identyczne wskazania: dla godzin przed- i popołudniowych – symetrycznie względem lokalnego południa.

### Zegary azymutalne
W zegarze azymutalnym czas wyznacza azymut wskazywany przez kierunek padania cienia wskazówki na tarczy. Zegary azymutalne zaopatrzone we wskazówkę biegunową zamiast gnomona są bardziej wszechstronne niż zegary wysokościowe i w systemie godzin równych dają jednoznaczne wskazania, wobec czego odegrały dużą rolę w rozwoju systemów rachuby czasu. Występują one w rozmaitych rodzajach i odmianach jako: równikowe (uniwersalne, wzorcowe); horyzontalne (poziome, ogrodowe); wertykalne (pionowe, ścienne – stacjonarne: południowe i deklinacyjne – odchylone od kierunku południa, ale także jako: północne, wschodnie i zachodnie, mogą być również inklinacyjne); biegunowe; analemmatyczne, krzyżowe, cyfrowe i inne.

### Zegar równikowy

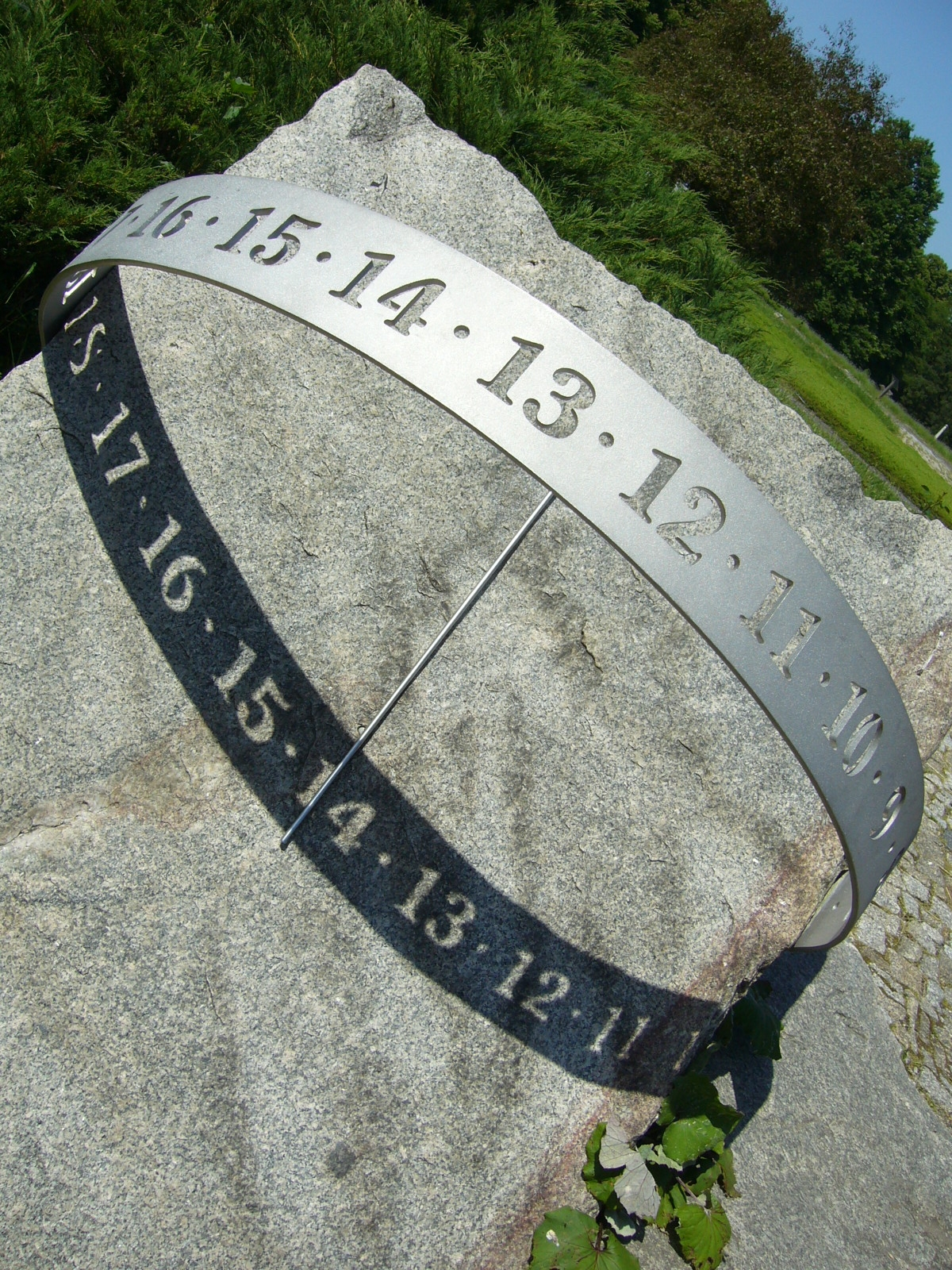
Równikowy zegar słoneczny w Łódzkim Ogrodzie Botanicznym

W przypadku zegara równikowego tarcza umieszczona jest w płaszczyźnie równika, natomiast wskazówka jest do niej prostopadła bowiem pozostaje skierowana biegunowo. W zegarze równikowym odległości kątowe pomiędzy danymi liniami zegarowymi są zawsze jednakowe (np. odstęp między liniami godzinowymi wynosi 15 stopni) i zegar taki może być używany w dowolnej lokalizacji (pod warunkiem ustawienia tarczy pod odpowiednim kątem i właściwego zorientowania zegara względem stron świata). Stała skala zegara równikowego przypomina 24. godzinną tarczę zegara mechanicznego (tzw. wielkiego zegara). Z tego względu uniwersalny zegar równikowy jest najbardziej odpowiednią realizacją zegara podróżnego. Ponadto zegar równikowy jest zegarem wzorcowym, który może być wykorzystany do konstruowania innych rodzajów zegarów słonecznych. Tarcza zegara równikowego może mieć formę pierścienia (zegary równikowe pierścieniowe), półkola lub płyty, po obu stronach której umieszcza się tarcze: od góry wiosenno-letnią, a od dołu jesienno-zimową. Na biegunach zegar równikowy przechodzi w zegar horyzontalny, natomiast na równiku staje się on zegarem wertykalnym. Podobnie, jak w przypadku zegara horyzontalnego, zakres wskazań zegara równikowego obejmuje całą długość dnia na danej szerokości geograficznej.
W przypadku pozostałych rodzajów zegarów słonecznych odmierzaniu godzin równych odpowiada niejednostajna skala na tarczy, przy czym zmienna wielkość podziałki godzinowej zależy nie tylko od rodzaju zegara, ale także od szerokości geograficznej. Z tego powodu zmiana lokalizacji zegara wymaga również zmiany skali (albo dopasowania nachylenia tarczy, jak jest w przypadku zegarów podnoszonych – inklinacyjnych).

### Zegar horyzontalny
W zegarze horyzontalnym tarcza umieszczona jest w płaszczyźnie horyzontu. Linia godzinowa odpowiadająca godzinie 12 w południe (czasu lokalnego) pokrywa się z lokalnym południkiem, zaś wspólna linia wyznaczająca godziny 6 rano i 18 po południu ma przebieg równoleżnikowy. W zegarze takim używanym na półkuli północnej wskaźnik godziny 12 skierowany jest w stronę północy, a wskaźniki godzin 6 i 18 odpowiednio na zachód i wschód (na półkuli południowej godzina 12 leży po południowej stronie tarczy, natomiast kierunek ruchu cienia wskazówki jest odwrotny niż na półkuli północnej). Zegary horyzontalne najczęściej wykonywano w postaci wolnostojącej (jak np. zegar z Ogrodu Saskiego w Warszawie). Ze względu na ograniczony dostęp do zegara horyzontalnego ma on kameralny charakter, co predestynuje go do funkcjonowania raczej jako zegar prywatny. Oprócz postaci stacjonarnej, zegary horyzontalne wykonywano również w wersji przenośnej (np. zegary typu paryskiego oraz inklinacyjne – tzw. podnoszone, a także typu norymberskiego – tzw. dyptykowe, ze wskazówką wykonaną z nitki).

### Zegar wertykalny
W zegarze wertykalnym tarcza umieszczona jest w płaszczyźnie pionowej. Zegar taki najlepiej nadaje się do pełnienia roli zegara publicznego. W tym celu wykonuje się go jako monumentalny zegar stacjonarny, umieszczając jego tarcze na pionowej powierzchni fasady jakiejś budowli (np. zegar na południowej ścianie Kościoła Mariackiego w Krakowie, czy też zegar na ścianie pałacu w Wilanowie). Maksymalny zakres wskazań zegara wertykalnego od godziny 6 rano do godziny 18 (w okresie letnim) uzyskuje się dla ścian skierowanych dokładnie na południe. W przypadku, gdy tarcza zegara jest odchylona od lokalnego równoleżnika (zegary deklinacyjne) zakres godzin jest krótszy od 12, a skala zegara staje się niesymetryczna. Zegary wertykalne można instalować nie tylko na ścianie o południowej ekspozycji, ale również na ścianach wschodnich, zachodnich i północnych, również na płaszczyznach odchylonych od pionu (zegary inklinowane). Zegar wertykalny stosunkowo rzadko wchodzi w skład zegarów przenośnych, wyjątkiem są zegary typu norymberskiego – tzw. dyptykowe.

### Zegar biegunowy
Zegar biegunowy (którego tarcza umieszczona jest w płaszczyźnie równoległej do wskazówki biegunowej) ma skalę godzinową w postaci równoległych kresek. Zatem w odróżnieniu od zegarów: równikowego, wertykalnego i horyzontalnego miarą upływu czasu na skali zegara biegunowego, nie jest zmiana kąta, lecz zmiana odległości między liniami godzinowymi.

### Zegar analemmatyczny
Zegar analematyczny jest bardziej zaawansowaną odmianą azymutalnego zegara słonecznego. W zegarze tym błąd wynikający z równania czasu został skorygowany bezpośrednio w konstrukcji tego zegara, dzięki czemu wskazuje on od razu średni (lokalny) czas słoneczny. W analemmatycznych zegarach wertykalnych najczęściej stosuje się wykreślenie pofalowanych linii godzinowych (zamiast linii prostych, które występują w klasycznym zegarze). W takim przypadku konieczne jest jeszcze określenie, jakie fragmenty krzywych linii godzinowych brać pod uwagę przy odczycie czasu. Można w tym celu zaznaczyć podziałkę dat na tarczy zegara lub wykorzystać kalendarzową funkcję nodusa do bezpośredniego wskazania właściwego miejsca odczytu godziny. Innym rozwiązaniem, stosowanym w przypadku mniejszych (horyzontalnych i równikowych), wolnostojących analemmatycznych zegarów słonecznych jest wprowadzenie regulowanej (obrotowej) tarczy cyferblatu, w ten sposób, że skala godzinowa zostaje ustawiana adekwatnie do bieżącej daty kalendarzowej. Można również wykonać zegar w którym zmienne będzie położenie gnomona, tak jak to ma miejsce w zegarach interaktywnych.

### Zegary cieniowe
Zegary takie są jakby negatywem tradycyjnych zegarów słonecznych. W przypadku zegarów, których tarcza ukryta jest w cieniu (np. wewnątrz budynku, lub w okolicach południa na ścianie północnej) rolę wskaźnika pełni wówczas wąska wiązka promieni słonecznych, przechodzących przez niewielki otwór – tzw. gnomon otworkowy (porównaj: linia południkowa) lub odbitych przez zwierciadło (zegary refleksyjne).

### Zegary podróżne (przenośne)
Zależność podziałki zegara od szerokości geograficznej oznacza, że zdecydowana większość projektów zegarów słonecznych jest przeznaczona dla konkretnego miejsca. Jedynie w przypadku niektórych rodzajów zegarów (np. zegara równikowego) można ich używać w różnych lokalizacjach pod warunkiem przystosowania ich w odpowiedni sposób. Zegary, których konstrukcja przewiduje udogodnienia w dostosowywaniu do bieżącej lokalizacji noszą nazwę przenośnych (lub podróżnych). Cechą charakterystyczną podróżnych zegarów azymutalnych jest występowanie kompasu magnetycznego w ich obudowie (do szybkiego orientowania zegara względem stron świata) oraz możliwość manipulowania niektórymi częściami (takimi jak: wskazówka i tarcza), dzięki czemu mogły być one nie tylko składane na czas transportu, ale również nastawiane adekwatnie do bieżącej lokalizacji (pomagać w tym miała także skala kątowa dołączana jako integralna część zegara, często wraz z listą najważniejszych miast i odpowiadających im wartości szerokości geograficznej). Często w podróżnych zegarach równikowych występuje również pion, a na tarczach podróżnych zegarów horyzontalnych (niepodnoszonych) i dyptykowych zamieszczano kilka skal godzinowych oznaczonych dla różnych szerokości geograficznych. Ze względu na małe rozmiary zegary podróżne często pełniły one rolę zegarków osobistych. Przed skorzystaniem z przenośnego zegara azymutalnego wymagane jest przygotowania go do pracy poprzez zorientowanie zegara (wskazówki biegunowej i tarczy) względem głównych kierunków geograficznych. W przypadku zegara horyzontalnego lub wertykalnego należy jeszcze odpowiednio nachylić jego wskazówkę biegunową, natomiast w przypadku zegara równikowego – tarczę, a wskazówka biegunowa powinna być do niej zawsze prostopadła.

## Inne rodzaje zegarów słonecznych

### Kalendarz słoneczny
Zegar słoneczny można rozbudować dodając mu funkcję kalendarza słonecznego. Wówczas najczęściej wprowadza się dodatkowe linie (tzw. deklinacyjne), przebiegające poprzecznie w stosunku do linii godzinowych (np. zegar na Kościele Mariackim w Krakowie). Rolę wskaźnika daty kalendarzowej pełni↵jakiś wyróżniony punkt (np. koniec) wskazówki zegara (tzw. nodus), któremu zazwyczaj nadaje się jakiś charakterystyczny kształt (np. okrągłego otworu w osłonie mającej formę krzyża). Punkt ten poruszą się w ciągu dnia po tarczy czasomierza wzdłuż linii deklinacyjnej, odpowiadającej bieżącej dacie. Metoda ta wykorzystuje sezonowe zmiany ↵długości cienia, będące konsekwencją specyfiki ruchu obiegowego Ziemi na orbicie wokółsłonecznej (nachylenie ekliptyki w stosunku do płaszczyzny równika niebieskiego).↵Dokładność wyznaczenia daty jest z reguły ograniczona do kilku dni, dlatego linie deklinacyjne zwykle umieszcza się w odstępie co około 30 ↵dni, tradycyjnie opisując je znakami zodiaku, zamiast nazwami miesięcy. Zegar słoneczny po wyposażeniu w specjalną skalę czasu, może być używany również nocą – jako tzw. zegar księżycowy, oczywiście tylko w okresach widoczności Księżyca.Dawniej w nocy stosowano również zegar gwiazdowy (nokturnal).

### Zegar nocny
Zegar słoneczny po wyposażeniu w specjalną skalę czasu, może być używany również nocą – jako tzw. zegar księżycowy, oczywiście tylko w okresach widoczności Księżyca.Dawniej w nocy stosowano również zegar gwiazdowy (nokturnal), którego zasada działania opiera się na wyznaczaniu pozycji najjaśniejszych gwiazd (stałych). Do wyznaczenia czasu w nocy można również wykorzystać niektóre przyrządy nawigacyjne (np. sekstans) i astronomiczne instrumenty pomiarowe (historyczne: np. astrolabium, triquetrum lub kwadrant, lub współczesne: instrument przejściowy), ale wymaga to opanowania podstaw astronomii i umiejętności posługiwania się tablicami.

### Interaktywny zegar horyzontalny
Interaktywny zegar horyzontalny wyposażony jest w tarczę, którą umieszcza się bezpośrednio na powierzchni ziemi (np. chodniku – jak w przypadku zegara znajdującego się przed warszawskim Pałacem Kultury i Nauki). Zegar taki pozbawiony jest stałej wskazówki. Funkcję gnomonu pełni tu sam użytkownik, stając w oznaczonym miejscu na tarczy i odczytując godzinę, którą wskazuje jego własny cień na skali czasu.

### Krzyżowy zegar słoneczny
Na początku XX wieku powstał krzyżowy zegar słoneczny, który jako wskazówkę wykorzystuje miejsce skrzyżowania się w przestrzeni dwóch linii prostopadłych względem siebie, z których jedna leży w płaszczyźnie lokalnego południka (nie chodzi tu bynajmniej o przecięcie się tych linii w jednym punkcie, gdyż linie te nie mają wspólnej płaszczyzny). Zegar taki został zaproponowany w latach 20. XX wieku przez matematyka Hugona Michnika.

### Cyfrowy zegar słoneczny
Niezwykłą współczesną odmianą zegara słonecznego jest cyfrowy zegar słoneczny,pozbawiony własnego źródła zasilania i wyświetlający aktualny czas w postaci cyfrowej jedynie na podstawie położenia Słońca i zastosowania zaawansowanego aparatu matematycznego. Znane są dwa sposoby realizacji tego zegara: wykorzystujący system masek lub oparty na technice światłowodowej.

## Zegary słoneczne w Polsce

### Najstarsze zegary i eksponaty muzealne
W Polsce za najstarsze (XIV wiek) uważane są dwa zegary, które odmierzały godziny kanoniczne (nierówne) na skarpie kościoła w Strożyskach (woj. świętokrzyskie). Ich kamienne wertykalne tarcze, zawierają charakterystyczną (tzw. drapaną) skalę godzinową, w środku której znajduje się otwór do mocowania poziomej wskazówki. Wśród zegarów przenośnych na uwagę zasługuje natomiast zegar horyzontalny z 1480 roku, umieszczony na płycie poziomej globusa Marcina Bylicy, który przechowywany jest w Muzeum Uniwersytetu Jagiellońskiego w Collegium Maius w Krakowie. W dawnej polszczyźnie zamiast nazwy „zegar słoneczny” powszechnie używano określenia „kompas słoneczny”, co podkreślało znaczenie orientacji zegara słonecznego względem stron świata i jednocześnie pozwalało odróżnić zegar słoneczny od zegara mechanicznego. Największe w Polsce i trzecie w świecie, pod względem liczebności zbiorów, muzeum zegarów słonecznych znajduje się w Jędrzejowie i zostało założone przez Feliksa Przypkowskiego. Po nim kierowanie Muzeum przejął jego syn, Tadeusz Przypkowski – znany w świecie gnomonik, twórca zegarów słonecznych m.in. dla obserwatorium w Greenwich.

### Inne znane zegary
Do najbardziej znanych zegarów słonecznych w Polsce należą zegary monumentalne:
- zabytkowy zegar wertykalny na fasadzie pałacu w Wilanowie (1684 rok), w istocie składający się z trzech niezależnych zegarów, wyskalowanych w trzech różnych systemach czasu;
- zabytkowy zegar wertykalny na Kościele Mariackim w Krakowie (odtworzony w 1954 roku), wyposażony w funkcję kalendarza;
- zabytkowy zegar wertykalny na Ratuszu Głównego Miasta w Gdańsku (1589 rok), na tarczy którego widnieje kilka różnych skal godzinowych;
- zabytkowy dwukrotny zegar wertykalny na narożniku Ratusza w Otmuchowie (1575 rok), na który składają się dwie narożne tarcze (południowa i wschodnia);
- współczesny zegar analemmatyczny z 1973 roku Gnomon I na skwerze przy Placu Rapackiego w centrum Torunia, w kształcie kuli, na obwodzie której rozmieszczono 13 tarcz godzinowych z indywidualnymi analemmami. Niestety od dawna pozostaje uszkodzony;

oraz zegary ogrodowe, z których aż 4 znajdują się w Warszawie, mieście najbogatszym w Polsce w zegary słoneczne:
- zabytkowy zegar horyzontalny w Ogrodzie Saskim w Warszawie (1863 rok);
- zabytkowy zegar horyzontalny przy Pałacu na Wodzie w Łazienkach Królewskich w Warszawie (1786 rok);
- zabytkowy zegar horyzontalny przy Białym Domu w Łazienkach Królewskich w Warszawie (1778 rok);
- zabytkowy zegar z tarczą wykreśloną na nieregularnej powierzchni – tzw. Głaz Jastrzębowskiego w Łazienkach Królewskich w Warszawie (1831 rok);
- zabytkowy kamienny zegar wielokrotny przy Pałacu Dohnów w Morągu (1741 rok);
- zabytkowy żeliwny biegunowy zegar wielokrotny z Parku Konstytucji 3 Maja w centrum Suwałk (połowa XIX wieku).

Obszerną listę różnego rodzaju stacjonarnych zegarów słonecznych znajdujących się w Polsce, w tym wielu zabytkowych, zawiera aktualizowany na bieżąco internetowy katalog zegarów słonecznych w Polsce. W porównaniu z innymi krajami europejskimi liczebność publicznych zegarów słonecznych w Polsce nie jest duża. Wydaje się, że jest to efektem zarówno zniszczeń wojennych, jak późniejszego niefrasobliwego stosunku wielu osób do zabytków tego typu.